# Mathesberg
Der Mathesberg ist eine 831,8 m ü. NHN hohe Erhebung der Rhön in Hessen in Deutschland.

## Geographische Lage
Der Mathesberg liegt innerhalb der „Hohen Rhön“ südwestlich des Ehrenberger Ortsteils und Luftkurorts Wüstensachsen im Landkreis Fulda. 

## Bergbeschreibung
Der Mathesberg grenzt an das Naturschutzgebiet Rotes Moor, seine Bergwiesen sind ideale Standorte für zahlreiche Orchideen. Der Gipfel des Mathesberges wird nicht durch Wege erschlossen. Die Extratour Rotes Moor des Hochrhöners sowie zwei örtliche Rundwanderwege führen mit in diesem Bereich identischer Wegführung über den Süd-, West- und Nordhang des Mathesberges. Der Mathesberg ist wenig bewaldet. Weil sich rings um ihn herum höher Berge befinden, beschränken sich die Aussichtsmöglichkeiten auf den nähere Umgebung. Der vom Mathesberg nach Süden verlaufende Bergrücken wird gekennzeichnet durch Viehweiden, alte Hutebuchen und eine Blockhalde.

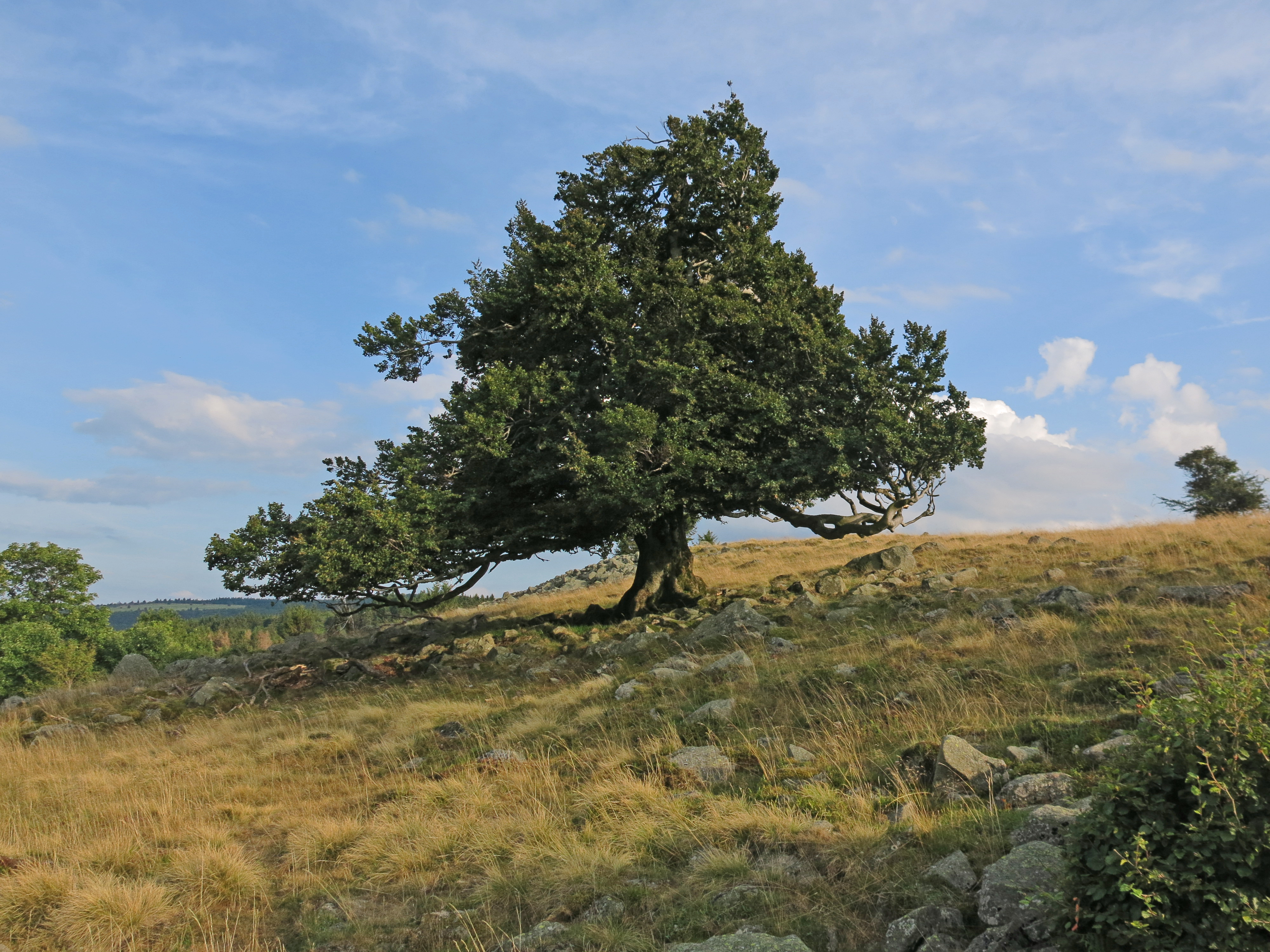
Hutebuche auf dem Mathesberg
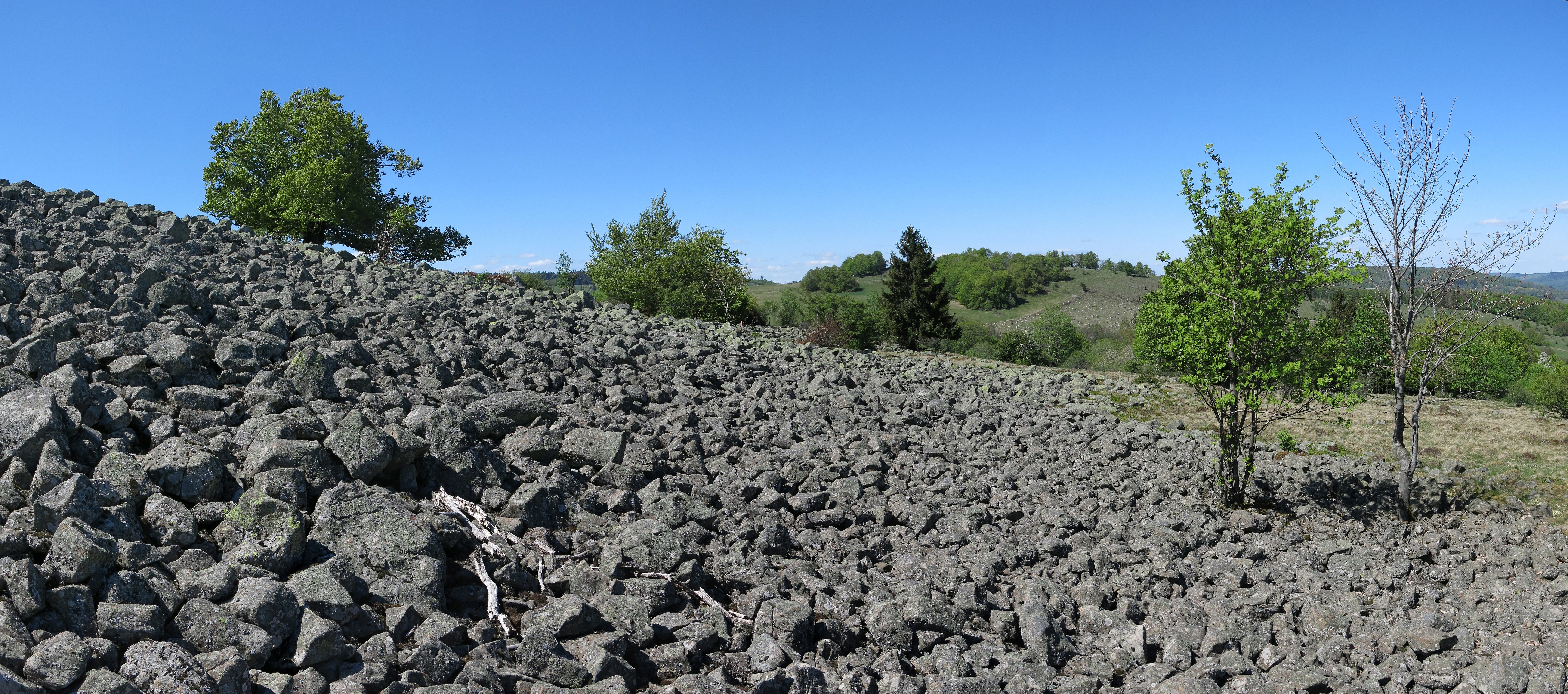
Blockhalde
Blick ins Ulstertal